# DKW Z 500
Die DKW Z 500 und die DKW ZSW 500 sind Motorräder der Zschopauer Motorenwerke J. S. Rasmussen. Die Z 500 war das erste Motorrad des Herstellers mit Zweizylindermotor.

## Technik
Der Rahmen gleicht dem der DKW-E-Modelle, hat aber zwei Oberrohre, zwischen denen der Tank sitzt. Den Zweizylindermotor kühlte bei Produktionsbeginn ein auf der Lichtmaschinenseite angeordnetes Gebläse. Allerdings wurde damit der Zylinder auf der Kupplungsseite mit der bereits aufgewärmten Luft des dem Gebläse zugewandten Zylinders umströmt. Nach häufigen Kolbenklemmern dieses Zylinders wurde bei den Modellen ab 1927 auf Fahrtwindkühlung umgestellt. Damit gingen auch Änderungen wie längere Kotflügel, geänderte Endschalldämpfer und Beinschilde einher. Die Beinschilde, als Zubehör gedacht, dienten später als Luftleitbleche für die Zylinder.
Trotzdem war das Problem der Überhitzung (insbesondere des Zylinders auf der Kupplungsseite) nicht zufriedenstellend gelöst. Daraufhin erhielten die Modelle ab 1929 eine Wasserkühlung ohne Pumpe, die geänderte Zylinder erforderlich machte. Die wassergekühlten Modelle nannte der Hersteller ZSW 500. Konstruktiv war der Platz im Rahmen voll ausgenutzt, weshalb zwei separate Kühler (einer für jeden Zylinder) beidseitig am vorderen Rahmenzug befestigt wurden.
Die Modelle warteten mit seinerzeit umfangreichem Zubehör auf. So konnten unter anderem Tachometer, Rückspiegel und eine elektrische Hupe geliefert werden. Zudem waren Kniekissen am Tank angebracht. Ursprünglich mit schwarzer Rahmenlackierung waren die ZSW-Modelle überwiegend rot mit goldenen Zierstreifen lackiert.
Im letzten Produktionsjahr kostete die ZSW 500 1285 Reichsmark. Die ausgelieferte Stückzahl wird mit insgesamt 1000 angegeben.
|                       | Z 500                                                                 | ZSW 500                                                               |
| --------------------- | --------------------------------------------------------------------- | --------------------------------------------------------------------- |
| Baujahre              | 1926–1928                                                             | 1929                                                                  |
| Motor                 | Zweizylinder-Zweitakt-Reihenmotor mit 180° Kurbelversatz, Kickstarter | Zweizylinder-Zweitakt-Reihenmotor mit 180° Kurbelversatz, Kickstarter |
| Steuerung             | Schlitzsteuerung                                                      | Schlitzsteuerung                                                      |
| Ladungswechsel        | Querstromspülung                                                      | Querstromspülung                                                      |
| Bohrung × Hub         | 68 × 68 mm                                                            | 68 × 68 mm                                                            |
| Hubraum               | 493,9 cm³                                                             | 493,9 cm³                                                             |
| Nennleistung          | 12 PS (8,8 kW)                                                        | 14 PS (10,3 kW)                                                       |
| Vergaser              | Framo                                                                 | Framo-E                                                               |
| Schmierung            | Zweitaktgemisch 1 : 20                                                | Zweitaktgemisch 1 : 20                                                |
| Kühlung               | Gebläsekühlung; spätere Modelle: Fahrtwindkühlung                     | Thermosiphon                                                          |
| Getriebe              | 3-Gang mit Handschaltung                                              | 3-Gang mit Handschaltung                                              |
| Endantrieb            | Kette                                                                 | Kette                                                                 |
| Rahmenbauart          | Rohrrahmen                                                            | Rohrrahmen                                                            |
| Radaufhängung vorn    | Parallelogramm-Gabel mit Schraubenfeder                               | Parallelogramm-Gabel mit Schraubenfeder                               |
| Radaufhängung hinten  | Starrrahmen                                                           | Starrrahmen                                                           |
| Bremsen               | Innenbacken vorn und hinten                                           | Innenbacken vorn und hinten                                           |
| Leergewicht           | 130 kg                                                                | 135 kg                                                                |
| Höchstgeschwindigkeit | ca. 100 km/h                                                          | ca. 100 km/h                                                          |

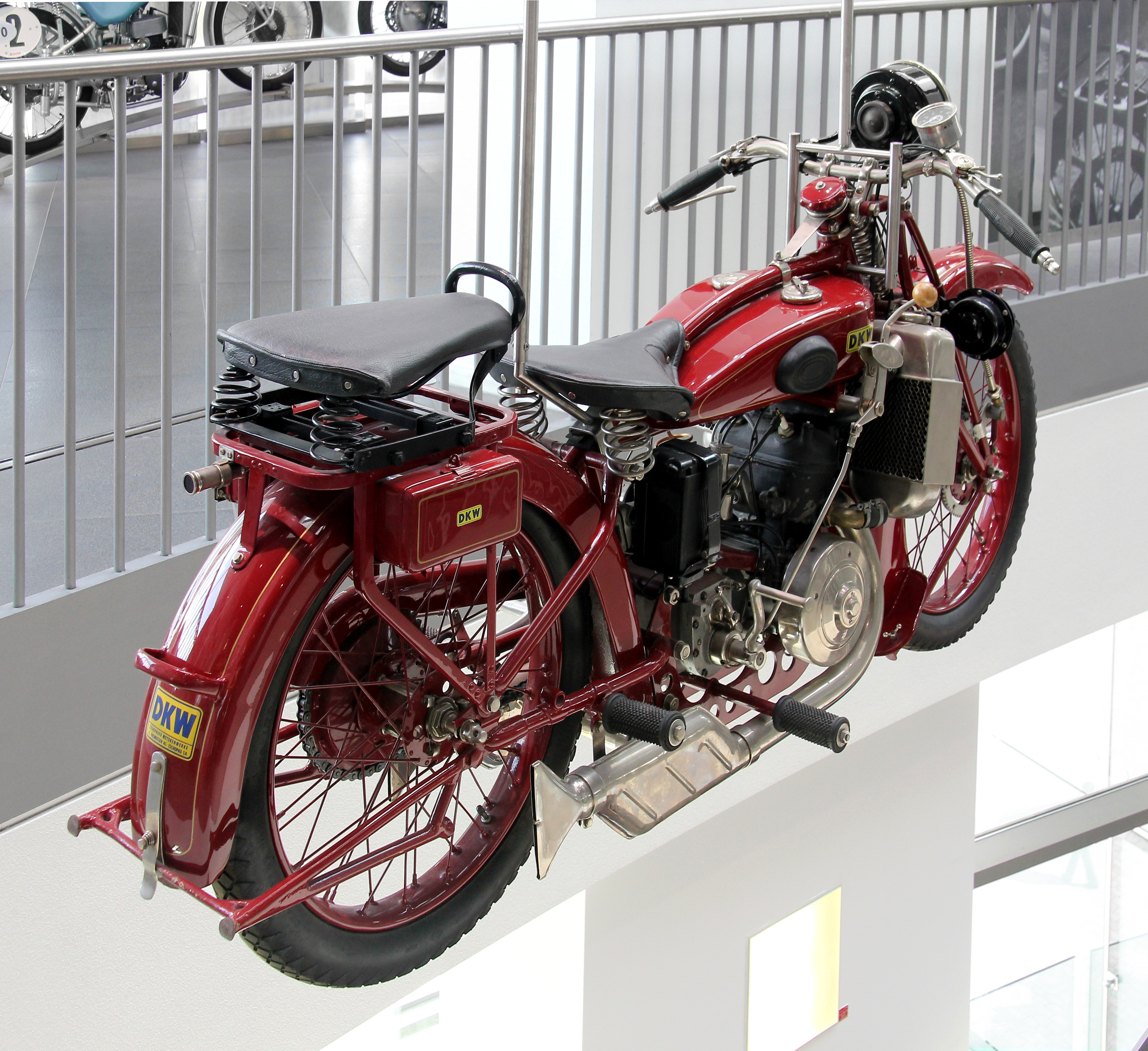
DKW ZSW 500, Baujahr 1929, im Audi Forum, Ingolstadt

Zwischen 1928 und 1932 wurde angelehnt an den Rahmen sowie auf Basis des Zweizylinder-Zweitaktmotors, ergänzt um eine doppelt wirkende Kolbenladepumpe, die ausschließlich für die Werksrennfahrer vorgesehene DKW PRe 500 produziert.